# Phronia humeralis
Phronia humeralis är en tvåvingeart som beskrevs av Johannes Winnertz 1863. Phronia humeralis ingår i släktet Phronia och familjen svampmyggor. Arten är reproducerande i Sverige. Inga underarter finns listade i Catalogue of Life.